# (6267) Rozhen
(6267) Rozhen es un asteroide perteneciente al cinturón de asteroides, región del sistema solar que se encuentra entre las órbitas de Marte y Júpiter, descubierto el 20 de septiembre de 1987 por Eric Walter Elst desde el Observatorio Astronómico Nacional de Bulgaria, Smolyan, Bulgaria.

## Designación y nombre
Designado provisionalmente como 1987 SO9. Fue nombrado Rozhen en homenaje a la localidad de Rozhen (lugar donde está el Observatorio Nacional de Bulgaria), en provincia de Smolyan, cerca de la frontera griega. El observatorio, ubicado a una altitud de 1700 m, dotado de excelentes instrumentos de observación. En 1986 se iniciaron desde allí búsquedas de nuevos planetas menores.

## Características orbitales
Rozhen está situado a una distancia media del Sol de 2,162 ua, pudiendo alejarse hasta 2,359 ua y acercarse hasta 1,964 ua. Su excentricidad es 0,091 y la inclinación orbital 2,103 grados. Emplea 1161,28 días en completar una órbita alrededor del Sol.

## Características físicas
La magnitud absoluta de Rozhen es 14,4.